# Roussinova červená sůl
Roussinova červená sůl je anorganická sloučenina se vzorcem K2[Fe2S2(NO)4]. Tento nitrosylový komplex objevil Zacharie Roussin v roce 1858.

## Struktura
Anion této soli vytváří dvojitý čtyřstěn, kde obě jeho části mají společný vrchol a dvojice Fe(NO)2 jednotek je spojena dvěma sulfidovými můstky. Vazby Fe-NO jsou lineární, což naznačuje, že je NO donorem tří elektronů. Sloučenina je diamagnetická a odpovídá pravidlu 18 elektronů. Tmavě červenou barvu způsobují interakce mezi železnatým jádrem a nitrosylovými ligandy.

## Příprava
Z. Roussin vytvořil tuto sůl při zkoumání reakcí nitroprusidového iontu ([Fe(CN)5NO]2−) se sírou. Získat ji lze také reakcemi sulfidů s nitrosylhalogenidy železa:
Fe2I2(NO)4 + 2Li2S → Li2Fe2S2(NO)4 + 2LiI
Alkylací soli vznikají „estery“:
Li2Fe2S2(NO)4 + 2 RX → Fe2(SR)2(NO)4 + 2 LiX
Estery se také dají připravit reakcemi Fe2I2(NO)4 s thioly.

## Výskyt a využití
V přírodě se tato sůl vyskytuje v podobě „esterů“ se vzorcem Fe2(SR)2(NO)4, kde R ke alkylová skupina. Roussinova červená sůl je také zkoumána v mikrobiologii a potravinových vědách, protože se jedná o mutagen.
„Estery“ se zkoumají v biologii a lékařství jako zdroje oxidu dusnatého, kde se využívá toho, že se Roussinova červená sůl vyznačuje stabilitou a nízkou toxicitou.